# Гарідж
Гарідж (англ. Harwich) — місто і морський порт у дистрикті Тендрінг, графство Ессекс, Англія, один з так званих портів Гевена. Це найпівнічніший прибережний порт в Ессексі, який розташований на березі Північного моря, у гирлах двох річок Стур і Оруелл. Найближчі міста від Гаріджа: на північному сході Філікстоу, на північному заході Іпсвіч, на південному заході Колчестер та на півдні Клектон-он-Сі.
Міжнародний морський порт Гаріджа пов'язаний регулярним поромним сполученням з Гук-ван-Голланд у Нідерландах. Через місто проходить європейський маршрут E30, що з'єднує ірландський Корк з російським Омськом. Ділянка даного маршруту має місцевий автодорожній номер — A120, який веде від морського терміналу компанії Stena Line до Колчестера.